# Таксі (серія фільмів)
«Таксі» (фр. Taxi) — французька серія фільмів створена сценаристом та режисером Люком Бессоном, серія складається з 5 фільмів, американського ремейку та серіалу.

## Фільми

### Таксі (1998)
Події фільму відбуваються у Марселі. Запеклий автогонщик Даніель Моралес працює кур'єром у піцерії, але згодом міняє роботу і стає таксистом. Доля зводить його з Емільєном — інспектором-невдахою і вони намагаються зловити банду німців на двох автомобілях Mercedes-Benz W124 які з легкістю грабують банки.

### Таксі 2 (2000)
Комісар Жибер має вкрай важливу місію. На конференцію присвячену боротьбі з мафією до Марселя приїжджає міністр оборони Японії. Якого викрадають якудза а наші герої повинні врятувати міністра.

### Таксі 3 (2003)
У місті Марсель появилась нова банда санта клаусів які вже 8 місяців грабують банки і наші герої мають намір викрити зловмисників.

### Таксі 4 (2007)
Емільєн та Даніель стають батьками, проте це не звільнило їх від нових пригод, цього разу призвела до втечі з комісаріату одного з найнебезпечніших злочинців — бельгійця.

### Таксі 5 (2018)
Сільвена Маро, відчайдушного паризького копа та першокласного гонщика, проти його волі переводять до місцевого поліцейського відділку у Марселі. Йому дають завдання — знешкодити жахливу банду італійців на гоночних Ferrari, яка грабує ювелірні крамниці.

### Нью-Йоркське таксі (ремейк) (2004)
Белль Вільямс живе в Нью-Йорку і працює таксистом. Найбільше в житті вона обожнює швидкість і вже багато років мріє взяти участь в справжніх перегонах. Одного разу в її машину сідає поліцейський Енді Вошберн, який вже кілька разів провалював іспит з водіння.

## Серіал

### Таксі: Бруклін(2014)
Кейтлін Салліван — детектив нью-йоркської поліції, що працює в Брукліні. Після того, як її водійські права припинені, вона покладається на Лео Ромба, водія таксі з Брукліна. Лео стає водієм Кетлін і де-факто консультантом по її справах.

## Персонажі
| Персонажі                       | Фільм               | Фільм              | Фільм              | Фільм              | Фільм           | Фільм |
| Персонажі                       | Таксі (фільм, 1998) | Таксі 2            | Таксі 3            | Таксі 4            | Таксі 5         |       |
| ------------------------------- | ------------------- | ------------------ | ------------------ | ------------------ | --------------- | ----- |
| Даніель Моралес                 | Самі Насері         | Самі Насері        | Самі Насері        | Самі Насері        |                 |       |
| Емільєн                         | Фредерік Діфенталь  | Фредерік Діфенталь | Фредерік Діфенталь | Фредерік Діфенталь |                 |       |
| комісар Жибер                   | Бернар Фарсі        | Бернар Фарсі       | Бернар Фарсі       | Бернар Фарсі       | Бернар Фарсі    |       |
| Алан                            | Едуар Монтут        | Едуар Монтут       | Едуар Монтут       | Едуар Монтут       | Едуар Монтут    |       |
| Лілі                            | Маріон Котіяр       | Маріон Котіяр      | Маріон Котіяр      |                    |                 |       |
| Петра                           | Емма Сьоберг        | Емма Сьоберг       | Емма Сьоберг       | Емма Сьоберг       |                 |       |
| генерал Едмон Бартіно           |                     | Жан-Крістоф Буве   | Жан-Крістоф Буве   | Жан-Крістоф Буве   |                 |       |
| дружина генерала Едмона Бартіно |                     | Фредерик Тирмон    |                    | Фредерик Тирмон    |                 |       |
| Кіу                             |                     |                    | Бай Лін            |                    |                 |       |
| Серж                            |                     |                    |                    | Франсуа Дам'єн     |                 |       |
| Альбер ван де Бош               |                     |                    |                    | Жан-Люк Кушар      |                 |       |
| Сільвіан Маро                   |                     |                    |                    |                    | Франк Гастамбід |       |
| Едді Маклуф                     |                     |                    |                    |                    | Малік Бенталха  |       |